# Zuccarinia macrophylla
Zuccarinia macrophylla là một loài thực vật có hoa trong họ Thiến thảo. Loài này được Blume miêu tả khoa học đầu tiên năm 1826.

## Các loài trước đây
Trước đây, chi Zuccarinia không đơn loài. Tuy nhiên, về sau có 1 loài đã được xác định là đồng nghĩa và 1 loài được chuyển sang chi Jackiopsis.
- Zuccarinia cordata Ridl. = Zuccarinia macrophylla Blume
- Zuccarinia ornata (Wall.) Spreng. = Jackiopsis ornata (Wall.) Ridsdale